# Hormilleja
Hormilleja é um município da Espanha 
na província e comunidade autónoma de La Rioja, de área 7,44 km² com população de 170 habitantes (2007) e densidade populacional de 22,52 hab/km².

## Demografia
| Variação demográfica do município entre 1991 e 2004 | Variação demográfica do município entre 1991 e 2004 | Variação demográfica do município entre 1991 e 2004 | Variação demográfica do município entre 1991 e 2004 |
| --------------------------------------------------- | --------------------------------------------------- | --------------------------------------------------- | --------------------------------------------------- |
| 1991                                                | 1996                                                | 2001                                                | 2004                                                |
| 195                                                 | 188                                                 | 171                                                 | 168                                                 |